# Jernej Jurše
Jernej Jurše (ur. 22 września 1987 w Mariborze) – słoweński wioślarz, reprezentant Słowenii w wioślarskiej czwórce podwójnej podczas Letnich Igrzysk Olimpijskich w Pekinie.

## Osiągnięcia
- Mistrzostwa Europy – Poznań 2007 – czwórka podwójna – 6. miejsce[2].
- Igrzyska Olimpijskie – Pekin 2008 – czwórka podwójna – 13. miejsce[1][2].
- Mistrzostwa Europy – Montemor-o-Velho 2010 – czwórka bez sternika – 11. miejsce[2].